# 羽生隆
羽生 隆（はにゅう たかし）は、大正から昭和前半期の中等教育の教育者である。

## 来歴・人物
1919年（大正8年）4月、愛知県第八中学校（現・愛知県立刈谷高等学校）の初代校長に就任し、英国の名門パブリックスクール・イートン・カレッジ（通称イートン校）をモデルとした教育を推進した（同校は1988年からはイートン校と正式に交換留学を実施している）。
大正デモクラシーを背景にリベラルな教育を推進し、サッカーを校技とした。
大阪府立高津中学校（現・大阪府立高津高等学校）第2代校長に着任した時、先代の三澤糾校長の唱えた「自由と創造」を受け継ぎ、創造のためには日々に進み、日々に新たなる自分の発見が必要だ、として校是に「日新日進」を採用した。
また、戦時中で精神鍛錬主義が強いられていたが、生徒の勉強能率を重視し、学校の教室に当時としては画期的なスチーム（低圧蒸気暖房）を設置した。
1943年（昭和18年）～1945年（昭和20年）の国語審議会では府立第一中学校（現・東京都立日比谷高等学校）校長として委員の一人に名を連ねた。

## 略歴
- 1919年　愛知八中（現・刈谷高校）初代校長に就任
- 1925年　愛知一中（現・旭丘高校）校長を経て、大阪府立高津中学校（現・高津高校）第2代校長に就任
- 1941年 - 1945年　東京府立一中（現・日比谷高校）第12代校長
- 1943年　東京府立二十三中（現・大森高校）初代校長兼任[1]
- 1945年　宮城女専（現・東北大学）校長に就任